# Fal·làcia de la conjunció
La fal·làcia de la conjunció és una fal·làcia lògica que consisteix a creure que una situació específica és més probable que una de general.
L'exemple més citat d'aquesta fal·làcia pertany a Amos Tversky i Daniel Kahneman:
| « | Linda té 31 anys, fadrina, intel·ligent i molt brillant. S'especialitzà en filosofia. Com a estudiant, estava profundament preocupada pels problemes de discriminació i justícia social, i participa també en manifestacions antinuclears. | » |

Que és més probable? 
1. Linda és caixera en un banc.
2. Linda és caixera en un banc i activista de moviments feministes.

El 85% dels enquestats trià l'opció 2. La probabilitat, però, que els dos esdeveniments ocórreguen junts (en "conjunció") és sempre menor o igual que la probabilitat que cadascú ocórrega per separat; la desigualtat dels esdeveniments A i B podria escriure's com:
Per exemple, si es tria la més baixa probabilitat, que Linda és una caixera de banc, es diu Pr (Linda és caixera en un banc) = 0,05; i una alta probabilitat que ella pot ser feminista, diria Pr (Linda és feminista) = 0,95; aleshores assumint de manera independent, Pr (Linda és una caixera de banc i Linda és feminista) = 0,05 x 0,95 = 0,0475, menor que Pr (Linda és caixera en un banc).
Tversky i Kahneman expliquen que la majoria de persones tenen aquest tipus de problemes perquè utilitzen la representativitat heurística per fer aquests judicis: l'opció 2 és la més "representativa" basada en la descripció de Linda, però és matemàticament la menys probable.
Com en aquest cas, algunes persones poden confondre's per la diferència entre "i" i "o". Aquestes confusions són freqüents en casos que no han estat estudiats de manera lògica; i, la probabilitat d'aquestes afirmacions usant "o" en lloc de “i” és completament diferent. Poden assumir la condició 1 que Linda no necessàriament és activista feminista.
S'han estudiat moltes altres demostracions d'aquest problema. En un altre experiment, s'enquestaren policies experts sobre la probabilitat que la Unió Soviètica envaís Polònia, i que els Estats Units en trencàs relacions diplomàtiques a l'any següent. El 4% conclogué que era probable que ocorregués. Un altre grup d'experts foren enquestats sobre la probabilitat que els Estats Units trencassen relacions amb la Unió Soviètica a l'any següent: donaren una mitjana de probabilitat de l'1% que en pogués ocórrer. Els investigadors van argumentar que un escenari específic és més segur a causa de la representativitat heurística, però cada detall que s'afig a aquest context seria menys acceptable. Així, podria ser semblant a arguments falsos o pensaments esquius de la fal·làcia, tot i que és possible que les persones minimitzen la possibilitat general que un esdeveniment ocórrega quan no hi haja un escenari possible de raonar.